# Белогуш остроопашат бързолет
Белогуш остроопашат бързолет (Hirundapus caudacutus) е вид птица от семейство Бързолетови (Apodidae). Видът е незастрашен от изчезване.

## Разпространение
Разпространен е в Австралия, Бутан, Бруней, Камбоджа, Китай, Индия, Индонезия, Япония, Северна Корея, Република Корея, Лаос, Малайзия, Монголия, Непал, Нова Зеландия, Пакистан, Русия, Тайланд, Източен Тимор и Виетнам.